# Pericle Patocchi
Pericle Patocchi (* 11. März 1911 in Lugano; † 13. April 1968 in Leukerbad) war ein Schweizer Schriftsteller, Dichter und Lehrer.

## Leben
Pericle Patocchi wurde als Sohn des Remo, Postbeamter und Kunstmaler, sowie der Asia Perea, einer Italienerin spanischer Herkunft, in Lugano geboren. Er ging in Varese und Mailand zur Schule, doch 1926 wechselte er ans Collège von Sion, wo er seine Matura machte. Anschliessend studierte er Sozialwissenschaften an der Universität Genf sowie moderne Literatur an der Universität Freiburg. Beide Studien schloss er mit dem Lizentiat ab. Von 1939 bis 1951 unterrichtete er französische Sprache und Literatur an der Handelshochschule in Bellinzona sowie von 1951 bis zu seinem Tod am Gymnasium Lugano, wo unter anderem die Schriftstellerin Anna Felder seine Schülerin war.
Er starb am Karsamstag 1968 bei einem Kuraufenthalt in Leukerbad und wurde in Lugano begraben.

## Sprachwechsel
Obwohl Patocchi italienischer Muttersprache war, entschied er sich in den 1930er Jahren für die französische Sprache, in welcher er seine Gedichte schrieb. Es gibt von ihm nur ein einziges Werk, das er auf Italienisch publizierte: Nella chiara profondità (1944). Zwischen 1936 und 1968 veröffentlichte Patocchi zehn Gedichtbände in namhaften schweizerischen und französischen Verlagen. Zweimal, 1942 und 1960, erhielt er einen Schillerpreis. Ausserdem übersetzte er Salvatore Quasimodo, mit dem er befreundet war, auf Französisch: Poèmes de Salvatore Quasimodo (1963).

## Werke
- La Fin des songes, Éditions Présence, Genf 1936
- Les Solitudes de la matière, P.U.F., Freiburg im Uechtland 1939
- Musiques légères, Éditions Marguerat, Lausanne 1941
- Colombes délivrées, Éditions Marguerat, Lausanne 1942 (Schillerpreis)
- Vingt Poèmes, Scheiwiller, All'Insegna del Pesce d'Oro, Mailand 1948, Vorwort von Marcel Raymond
- L'Ennui du bonheur, Mercure de France, Paris 1952 (daraus wurde das Gedicht "Lézard" in dem Werk Letztes, 1957, von Ernst Widmer vertont)
- Gris beau gris, Pierre Seghers Éditeur, Paris 1954
- Pure Perte, Mercure de France, Paris 1959 (Schillerpreis)
- Chemin de croix, zweisprachige Ausgabe, Giulio Topi, Lugano 1967 (italienische Übersetzung von Salvatore Quasimodo, Vorwort von André Chamson)
- Horizon vertical, Éditions de l'Aire/Rencontre, Lausanne 1968
- L'Ennui du bonheur et autres poèmes, Auswahl und Präsentation von Vahé Godel, La Différence, Paris 1993